# Arisaema mooneyanum
Arisaema mooneyanum là một loài thực vật có hoa trong họ Ráy (Araceae). Loài này được M.G.Gilbert & Mayo mô tả khoa học đầu tiên năm 1986.